# Gustav Kieseritzky
Gustav Kieseritzky (ur. 22 września 1893 w Rendsburgu, zm. 19 listopada 1943 w okolicach Kerczu) – niemiecki wojskowy, wiceadmirał. Od czerwca 1938 do kwietnia 1939 dowódca pancernika SMS Schleswig-Holstein.  Zginął podczas operacji desantowej kerczeńsko-eltigeńskiej. Pośmiertnie odznaczony Krzyżem Rycerskim Krzyża Żelaznego.

## Odznaczenia
- Krzyż Rycerski Krzyża Żelaznego (1943, pośmiertnie)
- Złoty Krzyż Niemiecki (1943)
- Krzyż Żelazny 1914 I i II klasy
- Krzyż Hanzeatycki Lubecki
- Medal Wojenny (Turcja)